# امیر حاجی‌احمدویچ
امیر حاجی‌احمدویچ (بوسنیایی: Amir Hadžiahmetović؛ زادهٔ ۸ مارس ۱۹۹۷) بازیکن فوتبال حرفه‌ای اهل بوسنی و هرزگوین است که در نقش هافبک دفاعی برای باشگاه قونیه‌اسپور در سوپر لیگ ترکیه و تیم ملی بوسنی و هرزگوین بازی می‌کند.